# Adanech Abebe
Adanech Abebe (oromo : Adaanach Abbabee) est une femme politique éthiopienne, 32e maire d'Addis-Abeba depuis le 28 septembre 2021 (après en avoir été précédemment désignée Deputy Mayor le 18 août 2020).

## Parcours
Originaire d'Arsi, Adanech Abebe a été maire de la ville d'Adama, avant d'occuper un poste à la tête du secrétariat de l'Organisation démocratique des peuples Oromo à partir d'avril 2018. En octobre de la même année 2018, elle est nommée ministre du Revenu et de l'Autorité douanière du gouvernement éthiopien,,, fonction qu'elle occupe jusqu'en mars 2020, devenant ensuite procureure générale fédérale d'Éthiopie,
,,.
Le 18 août 2020, elle est élue maire d'Addis Abeba par l'exécutif de la ville, avec le titre de Deputy Mayor,, en remplacement de Takele Uma Banti. Elle est la première femme à occuper cette fonction depuis sa création en 1910.